# Terra Nova Glacier
Terra Nova Glacier är en glaciär i Antarktis. Den ligger i Östantarktis. Nya Zeeland gör anspråk på området. Terra Nova Glacier ligger 812 meter över havet.
Terrängen runt Terra Nova Glacier är kuperad åt nordväst, men åt sydost är den bergig. Havet är nära Terra Nova Glacier norrut. Trakten är obefolkad. Det finns inga samhällen i närheten. 